# Sturtevant (Wisconsin)
Pour les articles homonymes, voir Sturtevant.
Sturtevant est un village du  comté de Racine, dans le Wisconsin, aux États-Unis. Sa population était de 5 287 habitants lors du recensement de 2000.

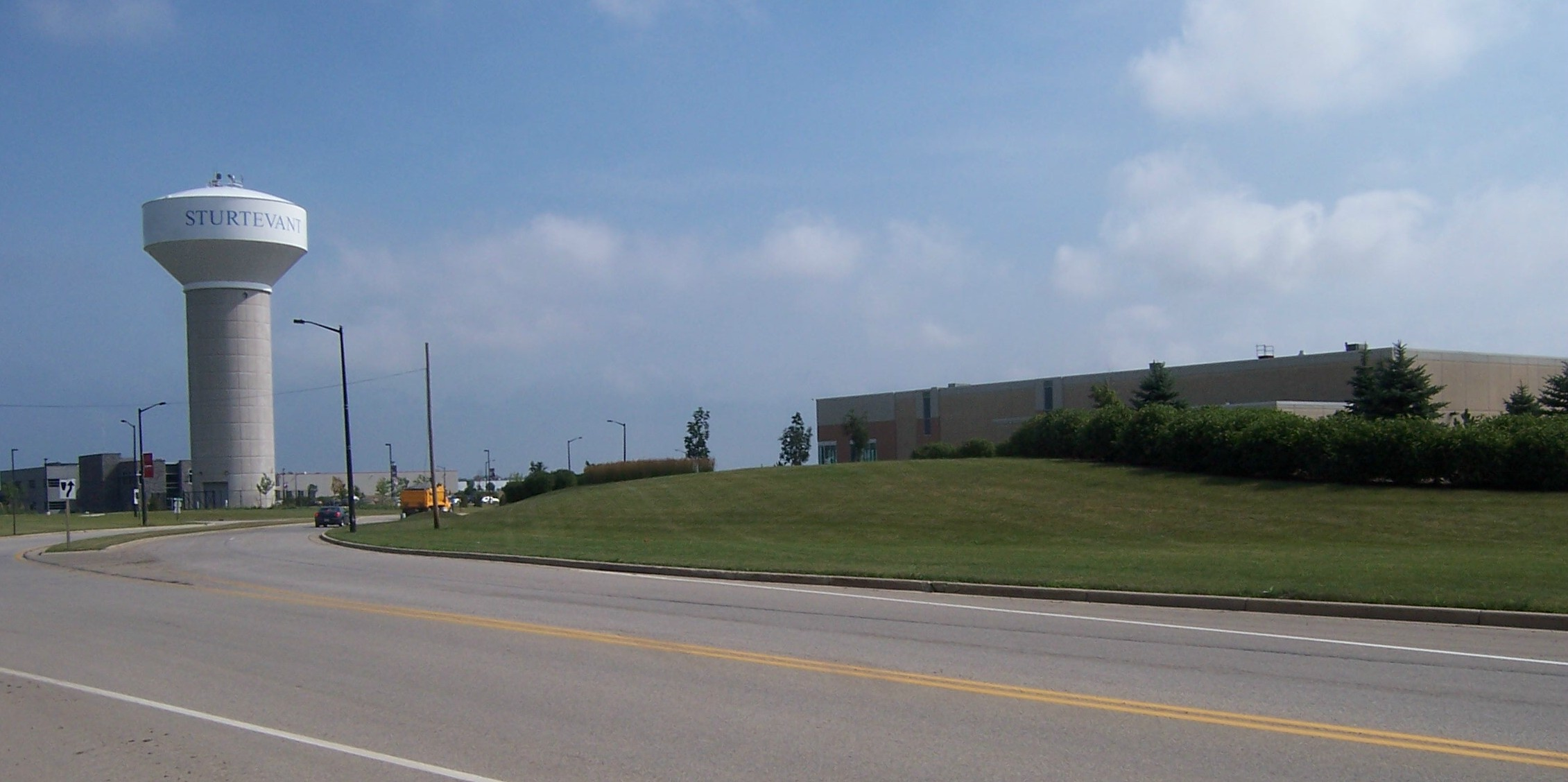
Les entrepôts de distribution sont monnaie courante le long du côté ouest de Sturtevant